# Franz Bopp
Franz Bopp (Mainz, 14 september 1791 – Berlijn, 23 oktober 1867) was een Duitse taalkundige die een belangrijke bijdrage heeft geleverd aan de vergelijkende studie van Indo-Europese talen.
Na vier jaar intensieve studie in Parijs verscheen Bopps eerste publicatie in 1816, getiteld Über das Conjugationssystem der Sanskritsprache in Vergleichung mit jenem der griechischen, lateinischen, persischen und germanischen Sprache (Over het vervoegingssysteem van het Sanskriet in vergelijking met het Griekse, Latijnse, Perzische en Germaanse systeem). Als eerste probeerde Bopp in dat werk door middel van reconstructie de gemeenschappelijke oorsprong van grammaticale structuren in die verschillende talen te achterhalen. 
In de periode 1833-1852 verscheen een nog bredere, zesdelige studie van Bopp, genaamd Vergleichende Grammatik des Sanskrit, Zend, Griechischen, Lateinischen, Litthauischen, Altslawischen, Gotischen und Deutschen (Vergelijkende grammatica van het Sanskriet, Avestisch, Grieks, Latijn, Litouws, Oud-Slavisch, Gotisch en Duits).